# دریک لوکاسن
دریک لوکاسن (انگلیسی: Derrick Luckassen؛ زادهٔ ۳ ژوئیهٔ ۱۹۹۵) بازیکن فوتبال اهل پادشاهی هلند است.
از باشگاه‌هایی که در آن بازی کرده‌است می‌توان به باشگاه فوتبال آزد آلکمار و باشگاه فوتبال اندرلشت اشاره کرد.
وی همچنین در تیم‌های ملی فوتبال زیر ۱۹ سال هلند، زیر ۱۹ سال هلند، زیر ۱۹ سال هلند، و زیر ۲۱ سال هلند بازی کرده‌است.